# 肯内斯·雷特勒
小肯内斯·斯坦利·雷特勒（Kenneth Stanley Reightler Jr.，1951年3月24日—）是一名美国国家航空航天局宇航员。
雷特勒出生于美国马里兰州帕塔克森特河，但是他自己把弗吉尼亚州弗吉尼亚海滩看作自己的家乡。雷特勒已婚，有两个女儿。他喜欢驾驶帆船、滑板和宿营。他的父母以及丈母均住在弗吉尼亚海滩。他的丈人是一名已故军人。1969年雷特勒在弗吉尼亚海滩高校毕业，1973年在美国海军学院获得航空工程学学士学位，1984年在美国海军硕士院获得航空工程学硕士学位以及南加州大学系统管理硕士学位。

## 组织
雷特勒是试飞飞行员协会、美国海军学院毕业生协会、宇航员协会和美国国家航空协会的成员。

## 特殊荣誉
雷特勒获得多枚勋章。

## 航空飞行
1974年8月雷特勒在得克萨斯州科珀斯克里斯蒂成为飞行员。他在P-3獵戶座海上巡邏機训练后加入佛罗里达州杰克逊维尔的第16巡逻队，在那里任任务指挥官和巡逻机指挥官。他曾经被派往爱尔兰、凯夫拉维克和西西里岛。改训喷气式飞机后他进入帕塔克森特河的美国海军试飞驾驶员学校。
1978年他从该校毕业后留在海军航空试飞中心当试飞飞行员和项目指挥官。他参加了多个试飞项目，涉及到不同的机型。后来他回到试飞驾驶员学校当训练和安全官，飞行了多种飞机。1981年6月他被派到艾森豪威尔号航空母舰上当通讯官和母舰船上补给飞行员，他两次随舰被派驻到地中海。
雷特勒被选参加硕士教育，赴加利福尼亚州蒙特雷参加海军硕士学校。他参加F/A-18大黄蜂战斗攻击机的训练，加入第125战斗截击机队。1985年3月进入美国海军试飞驾驶员学校任主训练员，他任此职至他被选进入宇航员培训。